# 耶特 (愛荷華州)
耶特（英語：Yetter）是美国艾奥瓦州卡爾霍恩縣的一个城市。名字来源于其建立者L·M·耶特。其坐标为42°18′59″N 94°50′38″W / 42.31639°N 94.84389°W。根据美国人口调查局，城市总面积为0.13平方英里（0.34平方），且皆为陆地。2010年人口普查数据显示，总人口数量为34，共16户，9个家庭，人口密度为261.5名居民每平方英里（101.0名居民每平方）。种族构成为97.1%的白人及2.9%的亚裔。人口年龄中位数为49.5岁，男女分别占比61.8%与38.2%。